# ماساكو موري (كاتبة)
ماساكو موري (باليابانية: 森真沙子) (4 يناير 1944، كاناغاوا في اليابان)؛ روائية يابانية.